# Mustvee
Mustvee (tysk: Tschorna; russisk: Чёрный (tr. Tjornyj)) er en by i det østlige Estland. Byen ligger ved bredden af Peipus-søen og har et indbyggertal på 1.153 (2024) indbyggere. Den er hovedby i Mustvee kommune i Jõgevamaa amt.
Navnet Mustvee er nævnt første gang i 1343, hvor området var under Den Liviske Ordens herredømme. Byen og området omkring den blev et fristed for russiske gammeltroende, efter at den russiske regering erklærede dem fredløse i 1658. Mustvee har holdt markeder i de sidste to århundreder. På grund af sin beliggenhed ved den bredeste del af søen er den traditionelle fiskerby blevet stadig mere populær som turistmål. Den nye havn i Mustvee blev åbnet i 2014.

## Galleri
- Mustvee på bredden af Peipus-søen
- Mustvee, strand ved Peipus-søen
- Havnen i Mustvee ved Peipus-søen
- Bro over havnen
- Den lutheranske kirke i Mustvee
- Den ortodokse Treenighedskirke i Mustvee
- Den ortodokse Sankt Nikolaj-kirke i Mustvee
- De gammeltroendes kirke i Mustvee
- Rådhuset i Mustvee
- Kulturhuset i Mustvee
- Mustvee rutebilstation